# Lavement au café

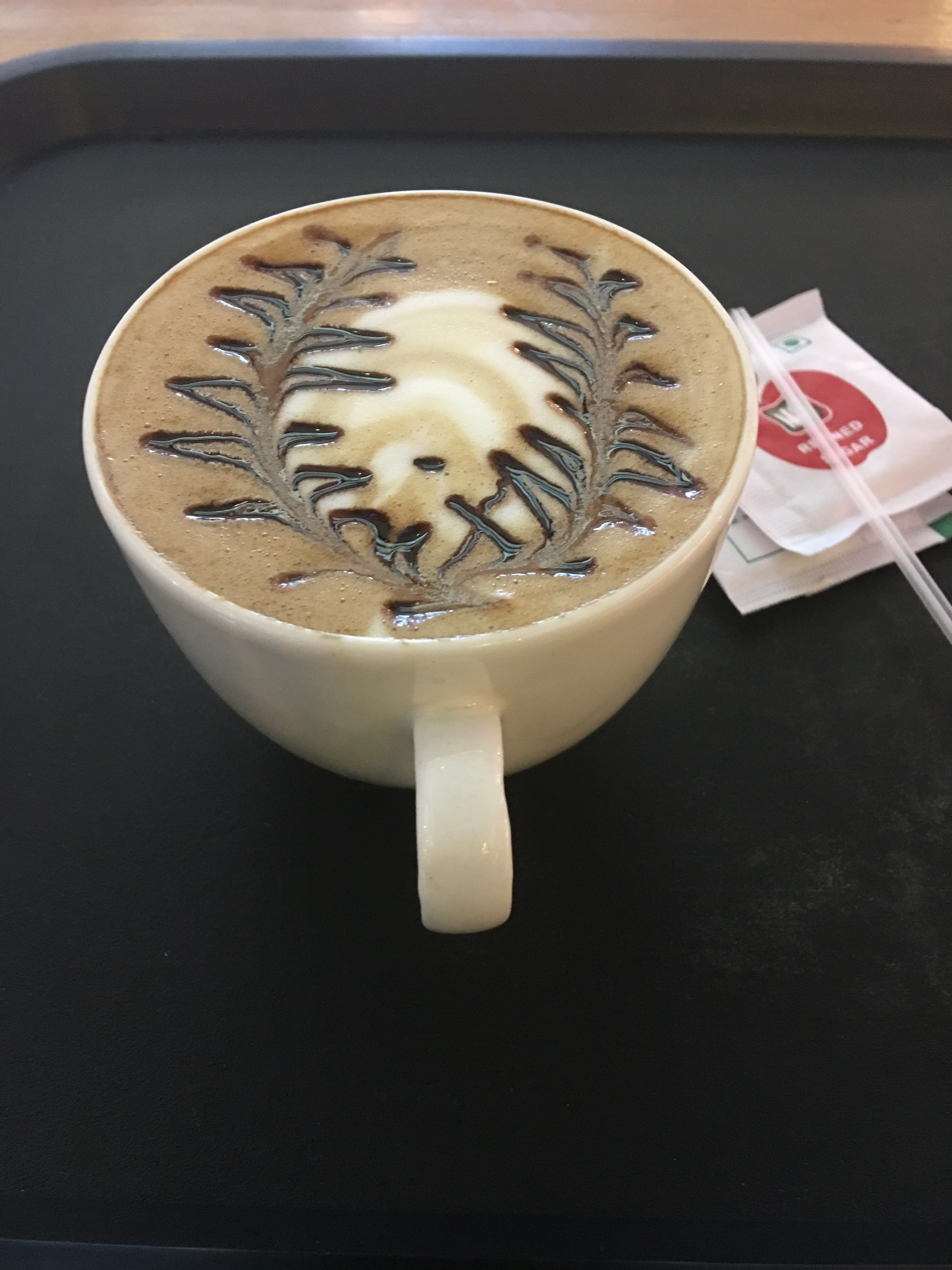
Une tasse de café.

Un lavement au café est une procédure d'injection de café par l'anus pour nettoyer le rectum et le gros intestin. Il n'existe aucune preuve médicale ou scientifique à l'appui d'une allégation de santé positive pour un lavement de café. Le processus peut entraîner une septicémie, un déséquilibre électrolytique grave, une colite, une rectocolite, une brûlure interne, une perforation rectale et même un abcès cérébral ou une insuffisance cardiaque.

## Historique
L'idée du nettoyage rectal remonte aux anciens Égyptiens, mais la notion de café comme substance liée à un lavement n'est apparue qu'en 1917 ; elle a figuré dans le Merck Manual jusqu'en 1972.
En 1920, des scientifiques allemands ont étudié les effets de la caféine sur les voies biliaires et l'intestin grêle. Max Gerson a suggéré que les lavements au café avaient un effet positif sur le tractus gastro-intestinal. Gerson a déclaré que les lavements au café avaient des effets positifs de désintoxication contribuant à la récupération de la santé de ses patients. Il a affirmé que, contrairement aux lavements salins, le café contenu dans le lavement passait par le muscle lisse du petit intestin et parvenait ensuite au foie. Ceci, a-t-il dit, stimule le système nerveux autonome de la même manière que la caféine lorsqu'il est consommé par voie orale et active la libération de bile dans le foie, libère encore plus le tractus gastro-intestinal et supprime plus de toxines qu'un lavement normal. Il a souvent dit à ses patients que « les lavements au café ne sont pas administrés pour la fonction des intestins mais pour la stimulation du foie ».
Les lavements au café sont apparus dans le manuel du Royal Army Medical Corps en 1944 en tant que lavement stimulant pour le traitement du choc et de l'empoisonnement, mélangés à du cognac.
La pratique du nettoyage du côlon a connu une renaissance dans les années 1990 et, à cette époque, les lavements au café étaient utilisés comme traitements alternatifs du cancer.

## Effets et dangers
Certains partisans de la médecine alternative ont affirmé que les lavements au café avaient un effet de désintoxication rapide en "détoxifiant" les produits métaboliques des tumeurs. Il n'existe aucune preuve scientifique médicale à l'appui de la détoxification ou de l'effet anticancéreux des lavements au café,.
Les lavements au café peuvent provoquer des effets secondaires graves (certains communs à d'autres types de lavements), notamment des infections , une septicémie , un déséquilibre électrolytique grave, une colite, une rectocolite, une salmonellose, un abcès cérébral et une insuffisance cardiaque,,,,,,,. Si le café est inséré trop rapidement ou est trop chaud, cela pourrait provoquer une brûlure interne ou une perforation rectale.
Lorsqu'ils sont administrés toutes les deux heures, les lavements au café ont été associés à deux décès dus à un déséquilibre électrolytique grave, une hyponatrémie, une déshydratation, des épanchements pleuraux et péricardiques,. La Food and Drug Administration (FDA) des États-Unis a décidé que les participants à l'étude devaient être avertis du risque de décès dû au lavage du café dans les études les utilisant,.